# Dissing+Weitling
Dissing+Weitling ist ein international tätiges Design- und Architekturbüro mit Sitz in Kopenhagen, Dänemark. Das Büro ist bekannt für die Gestaltung von namhaften Brücken, die von kleinen Fußgänger- und Radfahrerbrücken bis zu einigen der längsten Brücken der Welt reichen.

## Entstehung
Die Namensgeber Hans Dissing (1926–1998) waren leitender Angestellter bzw. Otto Weitling (* 1930) Partner im Büro von Arne Jacobsen. Nach dessen Tod 1971 gründeten sie eine Architektengemeinschaft, um die begonnenen Arbeiten Jacobsens zu vollenden. Zu diesen Projekten gehörte das Mainzer Rathaus, eine Ferienhaussiedlung auf Fehmarn, das Forum Castrop-Rauxel und die dänische Botschaft in London. 1972 gewann Dissing+Weitling die Ausschreibung für das IBM-Centre in der Hamburger City Nord sowie für die Kunstsammlung Nordrhein-Westfalen in Düsseldorf.

## Ausgewählte Projekte

### Gebäude

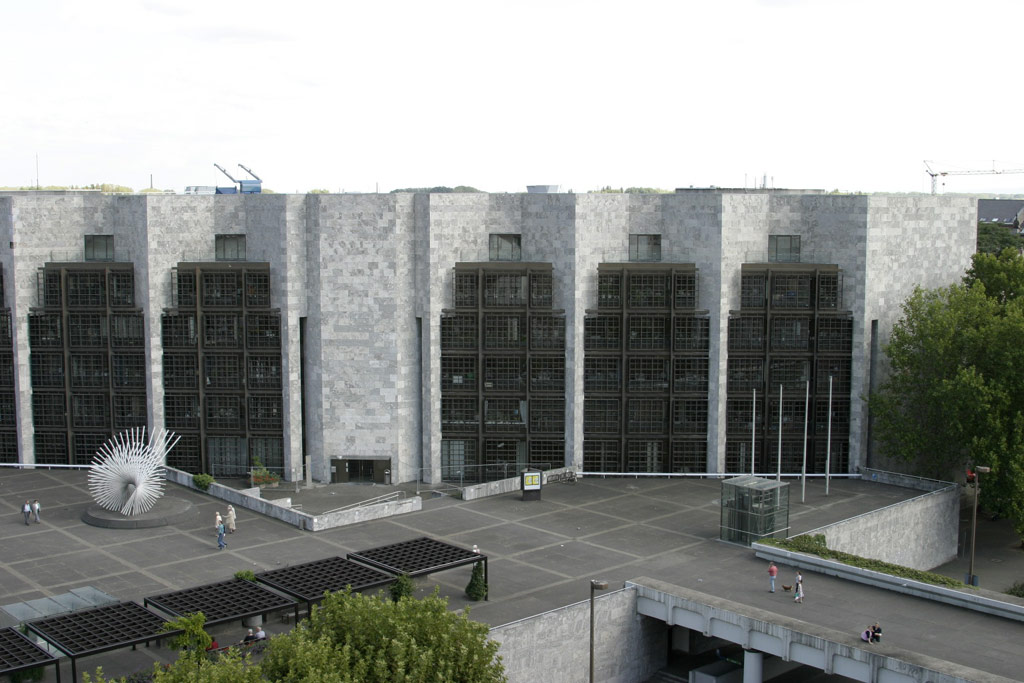
Rathaus Mainz (1971)

- Mainzer Rathaus, Deutschland (1971 fertiggestellt)
- Dänische Nationalbank, Kopenhagen, Dänemark (1971 fertiggestellt)
- Forum Castrop-Rauxel, Deutschland (1973 fertiggestellt)
- IBM Centre, Hamburg, Deutschland (1977 fertiggestellt)
- Dänische Botschaft in London, England (1977 fertiggestellt)
- Irakische Zentralbank (Central Bank of Iraq), Bagdad, Irak (1985 fertiggestellt)[4]
- K20 Art Gallery, Düsseldorf, Deutschland (1986 fertiggestellt)
- Sonofon-Zentrale, Kopenhagen, Dänemark (1998 fertiggestellt)
- I.G.-Farben-Haus der Goethe-Universität Frankfurt: Umbau und Sanierung, Frankfurt am Main, Deutschland (2001 fertiggestellt)
- Folketing: Renovierung und Innenarchitektur, Kopenhagen, Dänemark (2004 fertiggestellt)
- Ny Carlsberg Glyptotek: Renovierung, Kopenhagen, Dänemark
- DR Byen, Kopenhagen-Ørestad, Dänemark (2006 fertiggestellt)
- Rheingoldhalle (Mainz), Erweiterung des Mainzer Kongresszentrums (2006 fertiggestellt)[5]
- Bibliothek der Humanistischen Fakultät, Universität Kopenhagen, Dänemark (2008 fertiggestellt)
- Crowne Plaza, Kopenhagen-Ørestad, Dänemark (fertiggestellt 2009)
- Hauptsitz von Ramboll, Kopenhagen-Ørestad, Dänemark (fertiggestellt 2010)
- Innenstadtcampus der Universität Kopenhagen, Sanierung und Umbau, Kopenhagen, Dänemark (2017 fertiggestellt)
- Scandic Spectrum, Kopenhagen, Dänemark (2022 fertiggestellt)[6]

#### In Bau
- Kontorværket Bürokomplex, Kopenhagen-Valby, Dänemark (Fertigstellung 2023)[7][veraltet]

### Brücken

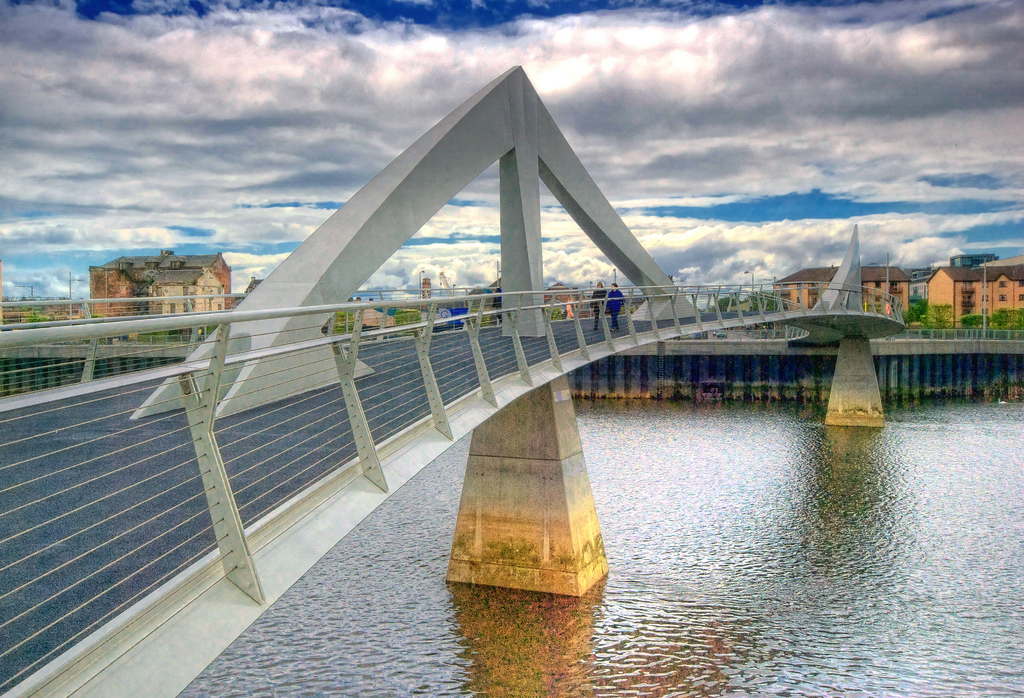
Tradestone Bridge (2009)
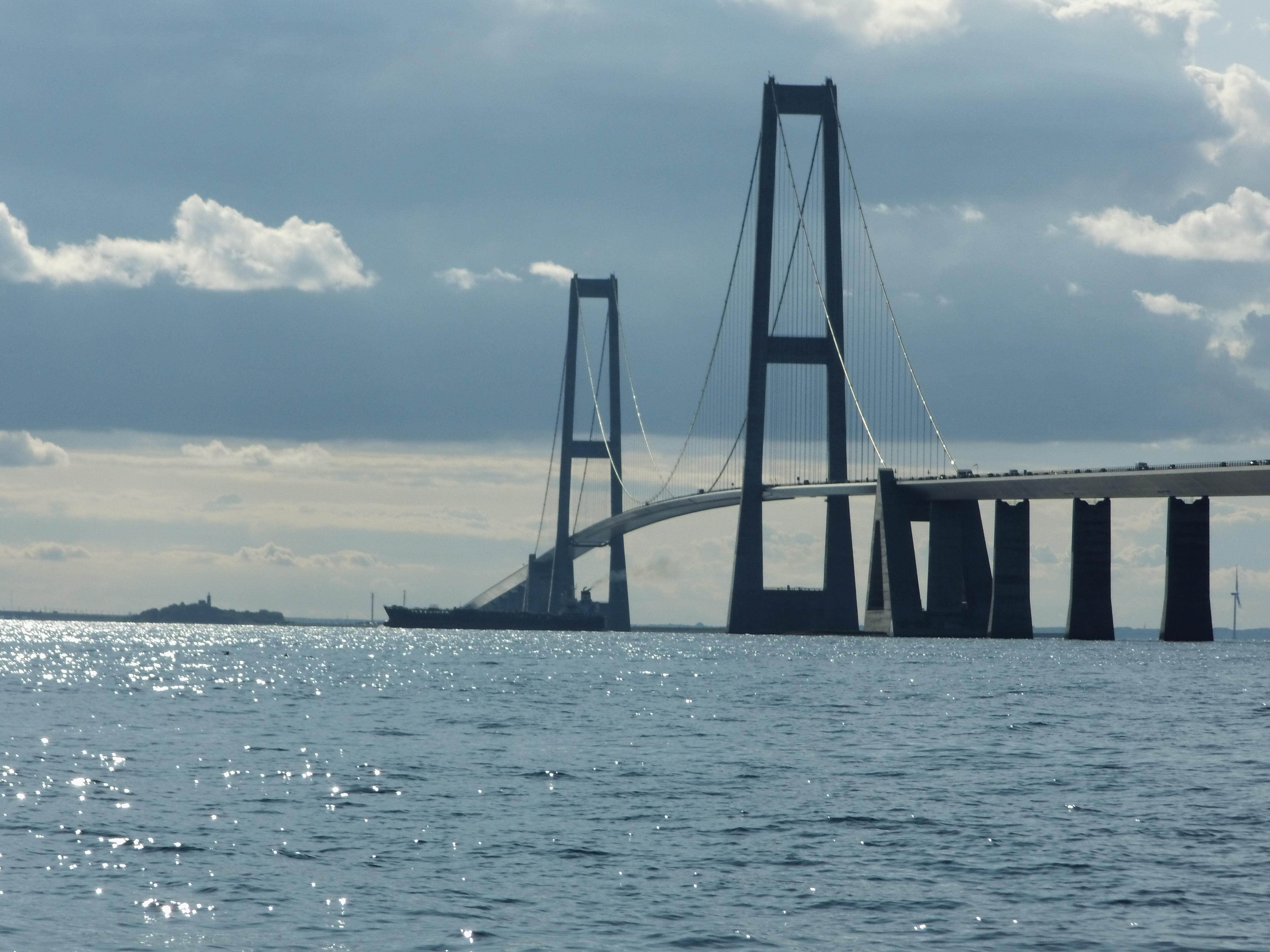
Storebælt Bridge (2017)

- Storebæltsbroen, Fünen/Seeland, Dänemark (1998 fertiggestellt)
- Mittellandkanal-Brücke, Hannover, Deutschland (1999 fertiggestellt)
- Öresundbrücke, Dänemark/Schweden (Ausschreibungsgewinner. Das 2000 fertiggestellte Projekt entspricht nicht dem D+W-Modell)
- Nelson Mandela Bridge, Johannesburg, Südafrika (2003 fertiggestellt)
- Universitetsbron, Malmö, Schweden (2004 fertiggestellt)
- Bryggebroen, Kopenhagen, Dänemark (2006 fertiggestellt)
- Munksjöbron, Jönköping, Schweden (2007 fertiggestellt)
- Stonecutters Bridge, Hongkong, China (Ausschreibungsgewinner. Detail-Design von Arup. 2009 fertiggestellt)
- Åbroen, Kopenhagen, Dänemark (2008 fertiggestellt)
- Tradeston Bridge, Glasgow, Schottland (2009 fertiggestellt)
- Botniabanan-Brücken, Umeå, Schweden (2010 fertiggestellt)
- Abu Dhabi National Exhibition Centre Bridge, Abu Dhabi, Vereinigte Arabische Emirate
- Sitra Interchange, Sitra, Bahrain
- Pirbrua (über den Nidelva), Trondheim, Norwegen
- Fahrradschlange (Cykelslangen), Kopenhagen, Dänemark (eingeweiht 28. Juni 2014)
- Pont Salah Bey, Constantine, Algerien (eingeweiht 5. Juli 2014)
- Osman Gazi Bridge, Türkei (2016 fertiggestellt).
- Alte Nahebrücke, Bad Kreuznach, Deutschland (2014 fertiggestellt)[8]
- New Forth Crossing, Schottland (2017 fertiggestellt)
- New Gerald Desmond Bridge, Kalifornien, USA (2020 fertiggestellt)
- Hising Bridge, Göteborg, Schweden (2021 fertiggestellt)
- Cebu–Cordova Link Expressway, Metro Cebu, Philippinen (2022 fertiggestellt)

#### In Bau
- Storstrøm Bridge, Eisenbahn- und Autobrücke, Dänemark (voraussichtliche Fertigstellung 2023)[9][veraltet]
- Huangmao Hai Bridge, China, (voraussichtliche Fertigstellung 2024)[10][veraltet]
- Feste Fehmarnbeltquerung zwischen Lolland, Dänemark und Fehmarn, Deutschland (Ausschreibungsgewinner 2009, voraussichtliche Fertigstellung 2029)

#### In Planung
- Schwimmbrücke für die Europastraße 39 bei Bjørnafjorden, Norwegen[11]